# White Plains (Geórgia)
White Plains é uma cidade localizada no estado americano de Geórgia, no Condado de Greene.

## Demografia
Segundo o censo americano de 2000, a sua população era de 283 habitantes.
Em 2006, foi estimada uma população de 305, um aumento de 22 (7.8%).

## Geografia
De acordo com o United States Census Bureau tem uma área de
11,9 km², dos quais 11,9 km² cobertos por terra e 0,0 km² cobertos por água. White Plains localiza-se a aproximadamente 190 m acima do nível do mar.

## Localidades na vizinhança
O diagrama seguinte representa as localidades num raio de 24 km ao redor de White Plains.